# Университет на Илинойс в Ърбана-Шампейн
Университетът на Илинойс в Ърбана-Шампейн (на английски: University of Illinois at Urbana-Champaign) е американски обществен щатски университет и главен център на илинойската щатска университетска система. Разположен е в градовете Ърбана и Шампейн, на 200 км на юг от Чикаго.
Университетът на Илинойс е основан през 1867 г. като Илинойски индустриален университет.
През есенния семестър на 2005 г. университетът е имал 41 938 студента, от които 30 909 учат за бакалавърска степен и 11 029 следват висши степени.
11 възпитаници и 9 професори (двама от които са също и възпитаници) са получили Нобелова награда.
През 2025 г. в университета е въведена специалността „Българистика“, вписана от учебната 2025/2026 г. Това е постигнато след две години усилия на Генералното консулство на България в Чикаго за възстановяването на преподаването на български език на университетско ниво в САЩ, след дълго време на отсъствие в университета.

## Колежи и училища
Илинойският университет има следните факултети в кампуса в Ърбана-Шампейн:
- Колеж за изящни и приложни изкуства
- Колеж по бизнес
- Колеж по ветеринарна медицина
- Колеж по земеделие и науки за околната среда
- Колеж по инженерство
- Колеж по либерал артс
- Колеж по медии
- Колеж по медицина
- Колеж по педагогика
- Колеж по право
- Колеж по приложни науки за здравето
- Колеж по трудови отношения
- Магистърски факултет
- Магистърско училище по библиотекознание и информационни науки
- Факултет за базово обучение
- Училище за социална работа

## Библиотеки
Според официалния сайт библиотеката на университета е най-богатата библиотека на държавен университет в света, съдържаща над 13 милиона тома и над 24 милиона библиотечни единици, вкл. над 148 хиляди аудиозаписа, над 280 хиляди електронни книги, 12 хиляди филма и 650 хиляди карти.

## Известни личности
Преподаватели
- Джон Бардийн (1908 – 1991) физик, два пъти нобелов лауреат, изобретател на транзистора
- Алвин Рот (р. 1951), икономист
- Ник Холоняк (1928 – 2022), изобретател на светодиода

Студенти и докторанти
- Марк Андрисън (р. 1971), създател на първия уеб браузър Mosaic
- Харолд Демсец (1930 – 2019), икономист
- Едуард Адълберт Дойзи (1893 – 1986), биохимик
- Роджър Ибърт (1942 – 2013), кинокритик
- Фазлур Кан (1929 – 1982), строителен инженер
- Джак Килби (1923 – 2005) инженер, изобретател на интегралната схема
- Анг Лий (р. 1954), режисьор
- Майкъл Харт (1947 – 2011), създател на Проекта Гутенберг
- Джийн Хекман (р. 1930), актьор
- Хю Хефнър (1926 – 2017), издател на Плейбой
- Айрис Чан (1968 – 2004), писателка

## Галерия
- „Алтгелд Хол“
- „Мъмфорд Хол“
- „Фьолинджър Аудиториъм“
- Лаборатории по химия „Нойес“
- Библиотека „Грейнджър“ на Колежа по инженерство
- Център за сценични изкуства „Кранърт“